# 24 Pułk Piechoty (II RP)
24 Pułk Piechoty (24 pp) – oddział piechoty Wojska Polskiego II RP.

## Formowanie i walki o granice
Pułk sformowany został w listopadzie 1918 w rejonie Radomia. Podstawą organizacyjną była Polska Organizacja Wojskowa (Okręg Radomski POW). Z jej szeregów wywodzili się pierwsi żołnierze pułku – ludzie z różnych warstw społecznych i o różnych poglądach politycznych, których łączyła miłość do ojczyzny. Była to na ogół młodzież zupełnie nie wyszkolona wojskowo i nie obeznana z ogniem, dopiero na froncie przechodził swój chrzest bojowy. W miarę napływów ochotników oddziały stopniowo odchodziły na front. Pierwszy batalion po zaledwie miesięcznym przeszkoleniu 28 grudnia wyruszył na ukraiński front do Małopolski Wschodniej, drugi batalion w kilka dni potem wyjechał pod Lwów.
Trzeci batalion formował się w Radomiu, stąd jedna kompania odeszła wkrótce na front cieszyński. Walczyła pod Skoczowem, Wilamowicami i Mirwą. Po zawarciu rozejmu z Czechami kompania powróciła do Radomia i w składzie trzeciego batalionu odeszła na front, gdzie połączyła się z resztą pułku.
W grudniu 1919 batalion zapasowy pułku stacjonował w Opatowie.
W licznych bojach pułk stracił przeszło 400 oficerów i szeregowych poległych i zmarłych z ran oraz około 1000 rannych. 25 oficerów i szeregowych, w uznaniu zasług i wykazanego na polach bitew męstwa, odznaczonych zostało Krzyżami Virtuti Militari, 200 żołnierzy zaś otrzymało Krzyże Walecznych.

### Mapy walk pułku

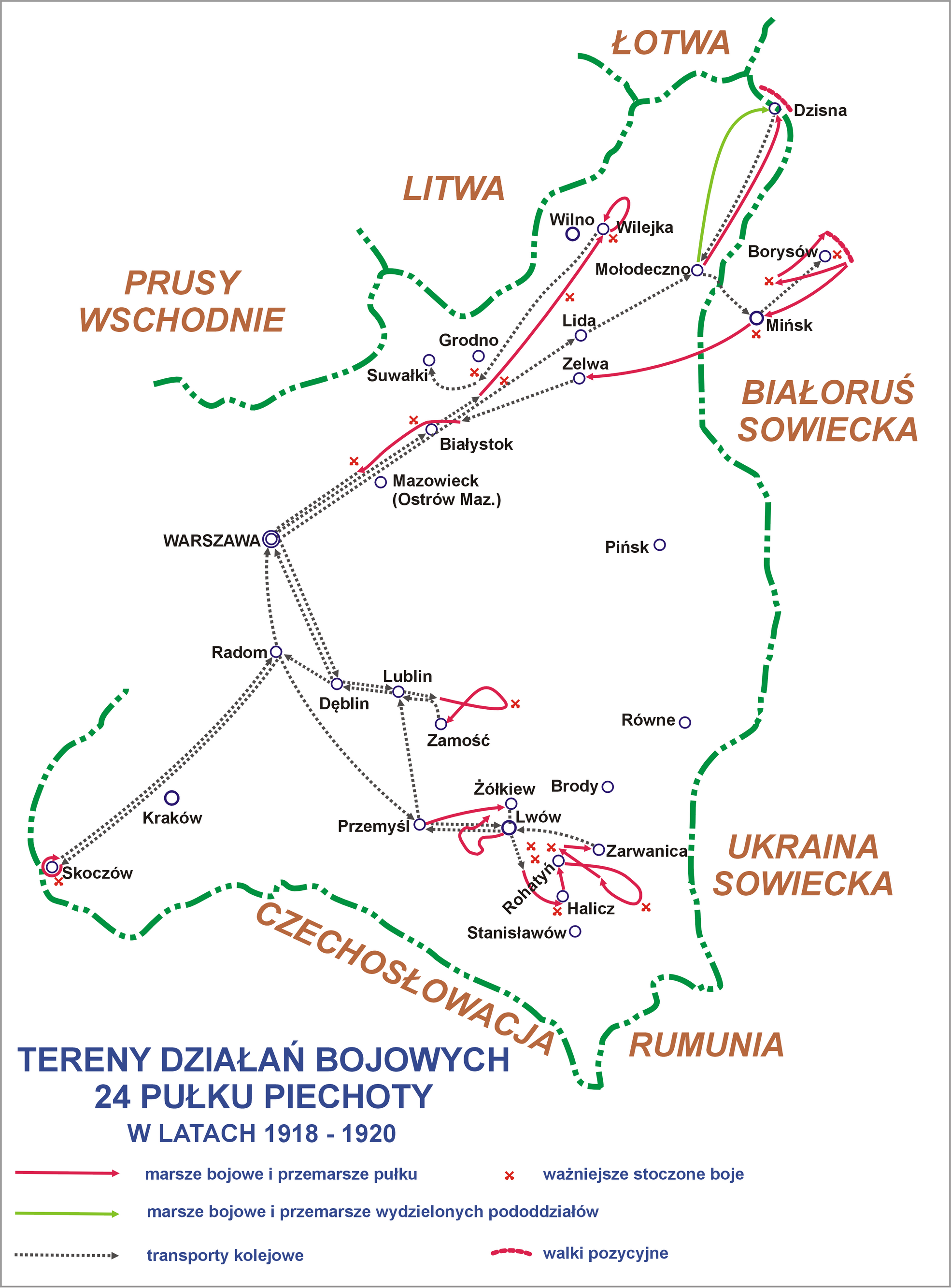
Tereny działań pułku w latach 1918–1920
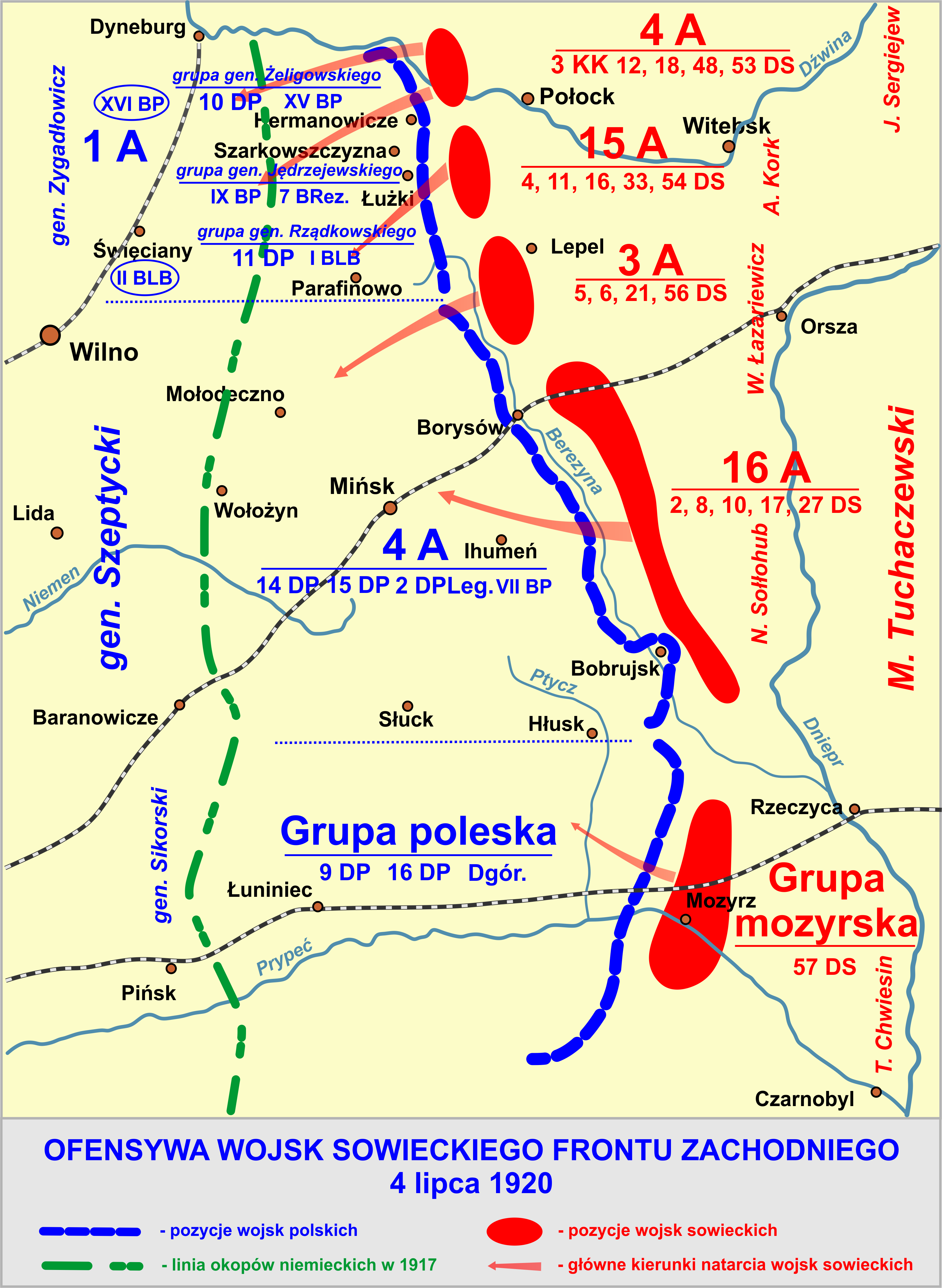
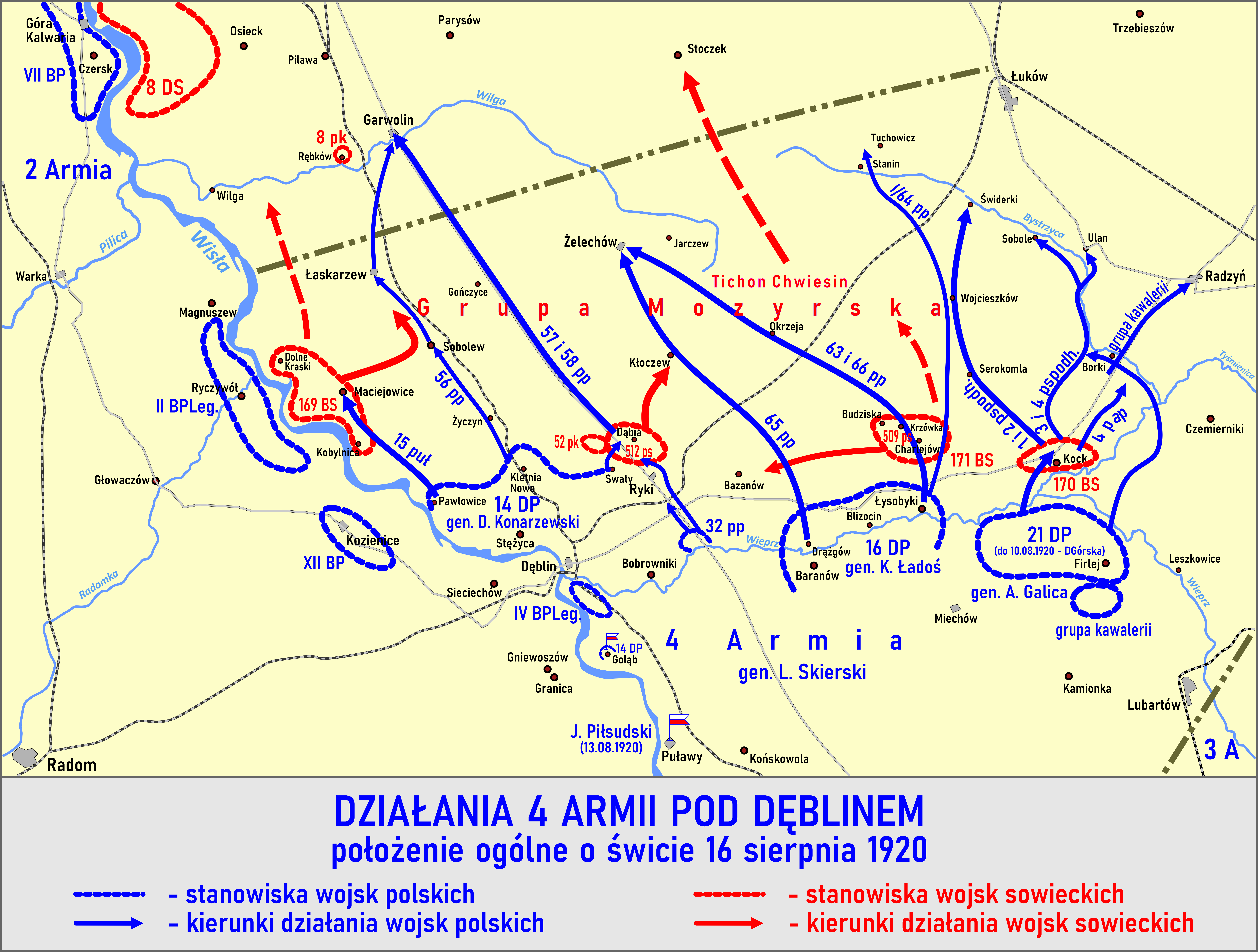
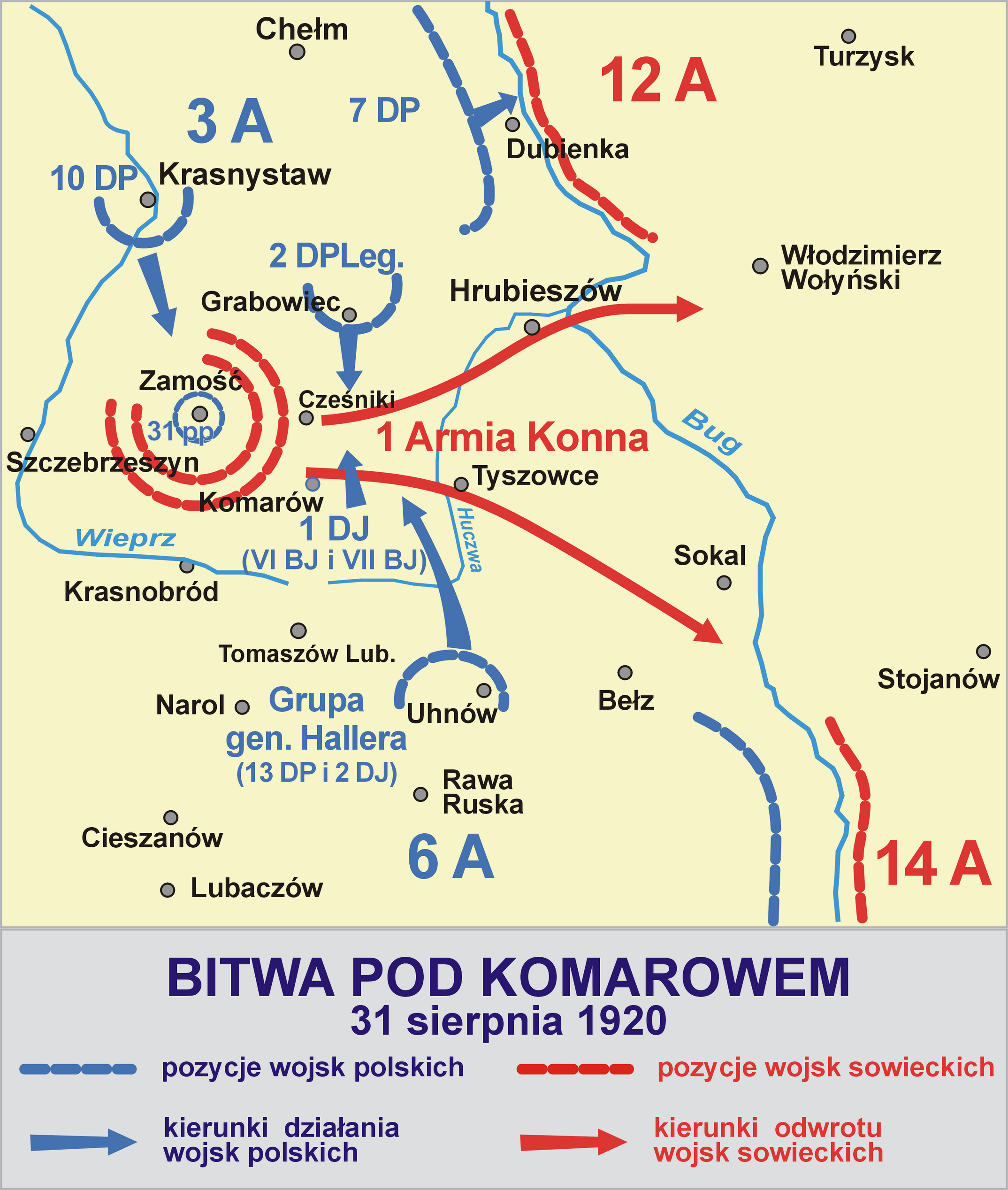
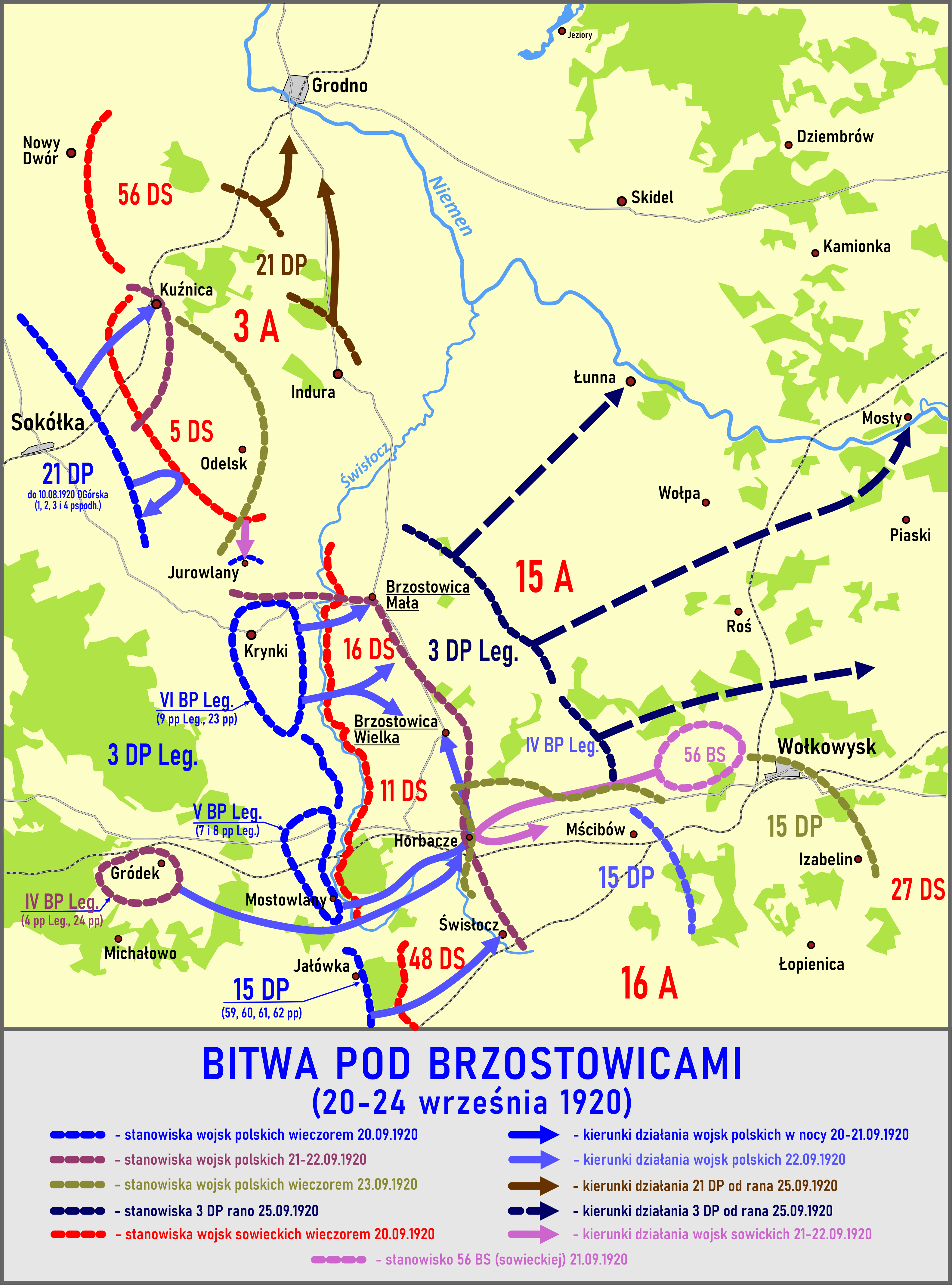
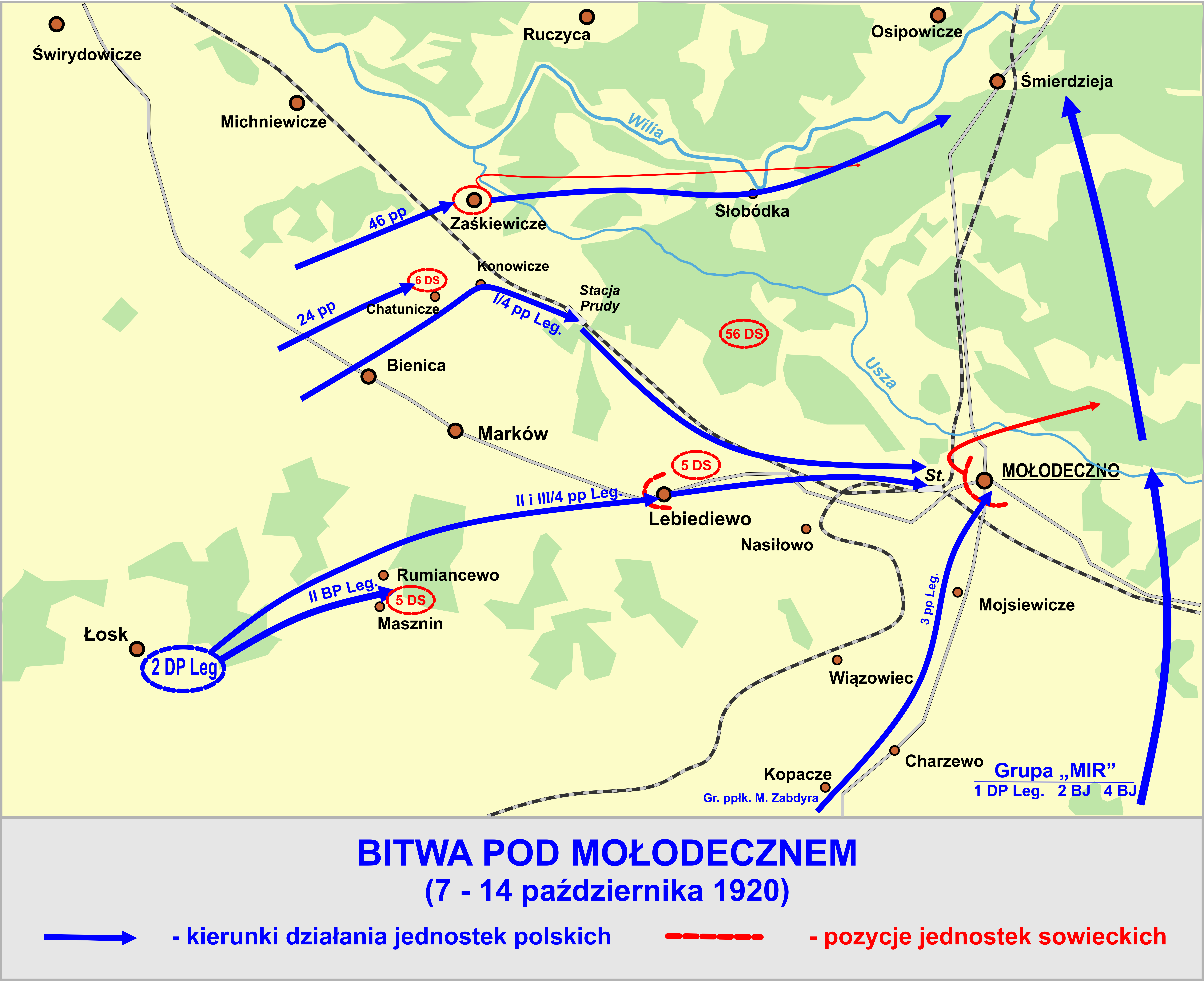

### Kawalerowie Virtuti Militari
| Żołnierze pułku odznaczeni Krzyżem Srebrnym Orderu Wojskowego Virtuti Militari za wojnę 1918–1920 | Żołnierze pułku odznaczeni Krzyżem Srebrnym Orderu Wojskowego Virtuti Militari za wojnę 1918–1920 | Żołnierze pułku odznaczeni Krzyżem Srebrnym Orderu Wojskowego Virtuti Militari za wojnę 1918–1920 |
| ------------------------------------------------------------------------------------------------- | ------------------------------------------------------------------------------------------------- | ------------------------------------------------------------------------------------------------- |
| mjr Władysław Czapliński                                                                          | kpt. Włodzimierz Dąbrowski                                                                        | kpt. Kazimierz Fiala                                                                              |
| por. Jan Fuglewicz                                                                                | por. Jan Górnicki                                                                                 | por. Jan Górnicki                                                                                 |
| kpr. Jan Głuszek                                                                                  | por. Czesław Józefczyk                                                                            | płk Stanisław Kalabiński                                                                          |
| sierż. Jan Kalinowski                                                                             | plut. Piotr Kiljański                                                                             | kpr. Jan Kokoszka                                                                                 |
| kpt. Jan Korkiewicz                                                                               | pchor. Stanisław Koziełło                                                                         | sierż. Józef Kubalczyk                                                                            |
| kpr. Jan Kućma                                                                                    | mjr Karol Kurek nr 4692                                                                           | por. Zbigniew Łodziński                                                                           |
| por. Stefan Łomnicki                                                                              | por. Stanisław Majewski                                                                           | por. Jan Malec                                                                                    |
| kpr. Andrzej Morawski                                                                             | ś.p. kpt. Jan Ogrodnik nr 6329                                                                    | sierż. Józef Salagan                                                                              |
| por. Karol Tomkowicz                                                                              |                                                                                                   |                                                                                                   |

## Pułk w okresie pokoju

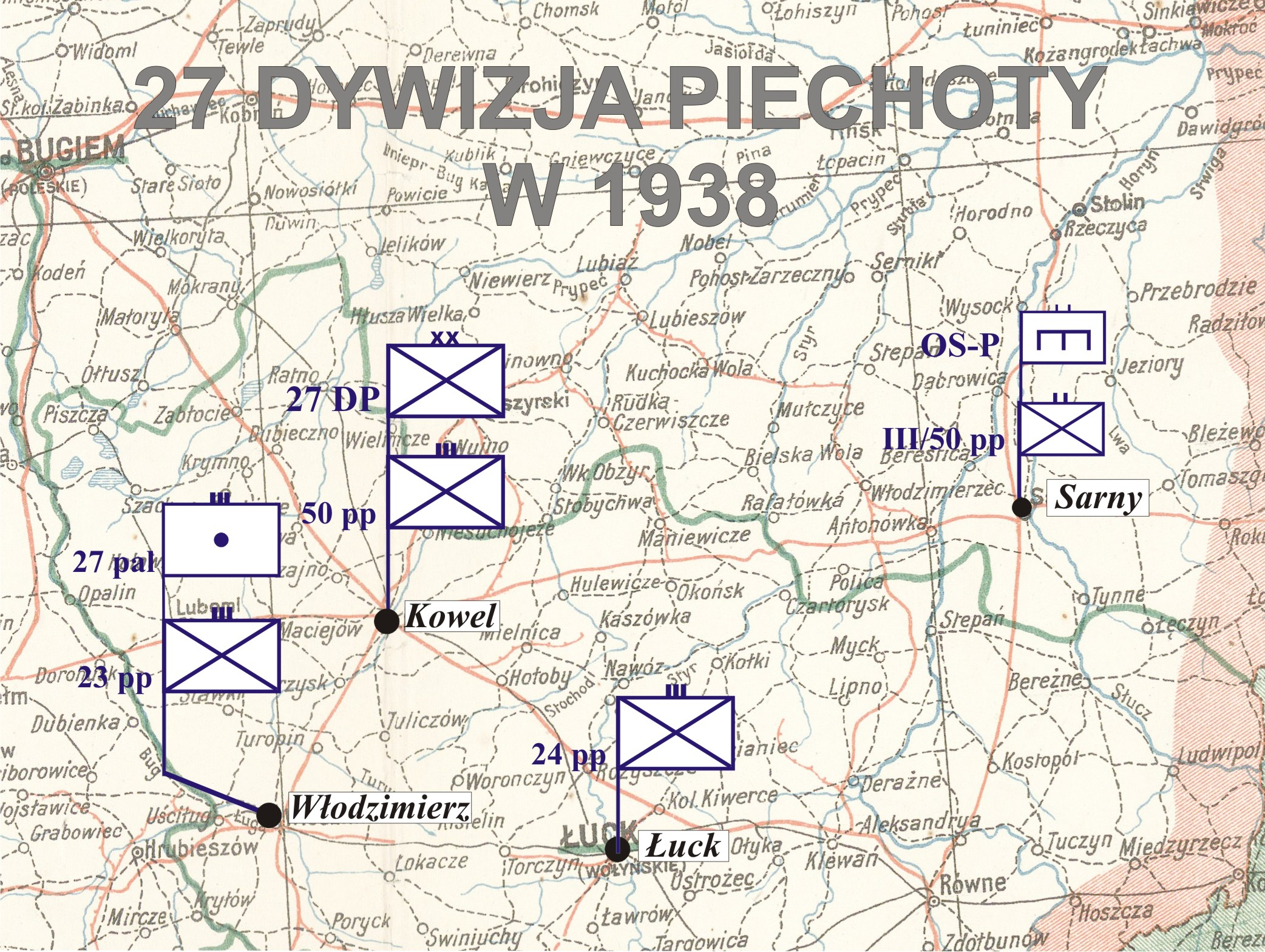
27 DP w 1938

Do 21 września 1921 stacjonował w Suwałkach, w koszarach „kawaleryjskich”, a później dyslokowany został do garnizonu Łuck. Wchodził w skład 27 Dywizji Piechoty. Kadra batalionu zapasowego stacjonowała we Włodzimierzu Wołyńskim.
19 maja 1927 roku Minister Spraw Wojskowych marszałek Polski Józef Piłsudski ustalił i zatwierdził dzień 11 maja, jako datę święta pułkowego.
Na podstawie rozkazu wykonawczego Ministerstwa Spraw Wojskowych do Departamentu Piechoty o wprowadzeniu organizacji piechoty na stopie pokojowej PS 10-50 z 1930 roku, w Wojsku Polskim wprowadzono trzy typy pułków piechoty. 24 pułk piechoty zaliczony został do typu I pułków piechoty (tzw. „normalnych”). W każdym roku otrzymywał około 610 rekrutów. Stan osobowy pułku wynosił 56 oficerów oraz 1500 podoficerów i szeregowców. W okresie zimowym posiadał batalion starszego rocznika, batalion szkolny i skadrowany, w okresie letnim zaś batalion starszego rocznika i dwa bataliony poborowych.
| Obsada personalna i struktura organizacyjna w marcu 1939 | Obsada personalna i struktura organizacyjna w marcu 1939 |
| Stanowisko                                               | Stopień, imię i nazwisko                                 |
| Dowództwo, kwatermistrzostwo i pododdziały specjalne     | Dowództwo, kwatermistrzostwo i pododdziały specjalne     |
| -------------------------------------------------------- | -------------------------------------------------------- |
| dowódca pułku                                            | ppłk dypl. Julian Józef Grudziński                       |
| I zastępca dowódcy                                       | ppłk Ludwik Konarski                                     |
| adiutant                                                 | kpt. Maksymilian Rogalski                                |
| starszy lekarz                                           | mjr dr Franciszek Majkowski                              |
| młodszy lekarz                                           | por. lek. Jerzy Nowodworski                              |
| kmdt podokręgu ZS Łuck                                   | kpt. adm. (piech.) Józef Filar                           |
| oficer placu Łuck                                        | kpt. adm. (piech.) Adolf Porębski                        |
| II zastępca dowódcy (kwatermistrz)                       | mjr Paweł Łuczak                                         |
| oficer mobilizacyjny                                     | kpt. Tadeusz Stanisław Kosterkiewicz                     |
| zastępca oficera mobilizacyjnego                         | kpt. Wacław Sosiński                                     |
| oficer administracyjno-materiałowy                       | p.o. chor. Jan Hałoń                                     |
| oficer gospodarczy                                       | kpt. int. Jan Borkowski                                  |
| oficer żywnościowy                                       | chor. Jan Skulina                                        |
| oficer taborowy                                          | kpt. tab. Jakub Jędrzejewski                             |
| kapelmistrz                                              | ppor. rez. pdsc. Tadeusz Strucki                         |
| dowódca plutonu łączności                                | por. Franciszek Górski                                   |
| dowódca plutonu pionierów                                | por. Józef Godlewski                                     |
| dowódca plutonu artylerii piechoty                       | por. art. Julian Gozdal                                  |
| dowódca plutonu ppanc.                                   | ppor. Mieczysław Tabaczek                                |
| dowódca oddziału zwiadu                                  | por. Włodzimierz Budrewicz                               |
| I batalion                                               |                                                          |
| dowódca batalionu                                        | mjr Aleksander Wilhelm Hertlejn                          |
| dowódca 1 kompanii                                       | kpt. Wacław Tadeusz Dziewulak                            |
| dowódca plutonu                                          | ppor. Zdzisław Feliks Gajdziński                         |
| dowódca plutonu                                          | chor. Władysław Wójcik                                   |
| dowódca 2 kompanii                                       | vacat                                                    |
| dowódca plutonu                                          | ppor. Wilhelm Rusinkiewicz                               |
| dowódca 3 kompanii                                       | por. Józef Ignacy Żuławiński                             |
| dowódca plutonu                                          | ppor. Zbigniew Buyko                                     |
| dowódca plutonu                                          | ppor. Zbigniew Władysław Kąsinowski                      |
| dowódca plutonu                                          | chor. Tomasz Gutkowski                                   |
| dowódca 1 kompanii km                                    | por. Piotr Łupiński                                      |
| dowódca plutonu                                          | por. Aleksander Julian Knauff                            |
| II batalion                                              |                                                          |
| dowódca batalionu                                        | mjr Konrad Roman Hanak                                   |
| dowódca 4 kompanii                                       | p o. por Tadeusz Ludwik Strączek                         |
| dowódca plutonu                                          | ppor. Marian Wożniak                                     |
| dowódca 5 kompanii                                       | kpt. Józef Owsiak                                        |
| dowódca plutonu                                          | ppor. Marian Gronowicz                                   |
| dowódca plutonu                                          | ppor. Czesław Wacław Markiewicz                          |
| dowódca 6 kompanii                                       | kpt. Stanisław Dziewulski                                |
| dowódca plutonu                                          | ppor. Otton Willibald Schulz                             |
| dowódca 2 kompanii km                                    | kpt. Jan Banasiak                                        |
| dowódca plutonu                                          | ppor. Onufry Muszyński                                   |
| dowódca plutonu                                          | chor. Stefan Mojko                                       |
| III batalion                                             |                                                          |
| dowódca batalionu                                        | mjr Leonard Skulski                                      |
| dowódca 7 kompanii                                       | por. Władysław Kiszczak                                  |
| dowódca plutonu                                          | ppor. Antoni Jan Allery                                  |
| dowódca 8 kompanii                                       | por. Czesław Głowacki                                    |
| dowódca plutonu                                          | ppor. Zygmunt Józef Joniec                               |
| dowódca 9 kompanii                                       | por. Stefan Kluch                                        |
| dowódca plutonu                                          | ppor. Bronisław Czarnocki                                |
| dowódca 3 kompanii km                                    | kpt. Wiktor Janczewski                                   |
| dowódca plutonu                                          | ppor. Witold Gołoński                                    |
| na kursie                                                | por. Stefan Żytnicki                                     |
| Dywizyjny Kurs Podchorążych Rezerwy 27 DP                |                                                          |
| dowódca                                                  | mjr Wójcicki Roman Antoni                                |
| dowódca plutonu strzeleckiego                            | kpt. Tadeusz Zbigniew Zbiegień                           |
| dowódca plutonu strzeleckiego                            | por. Socha Czesław                                       |
| dowódca plutonu strzeleckiego                            | por. Świętochowski Rajmund                               |
| dowódca plutonu km                                       | kpt. Dyl Marian Stanisław                                |
| 24 obwód przysposobienia wojskowego „Łuck”               |                                                          |
| kmdt obwodowy PW                                         | mjr adm. (piech.) Włodzimierz Jan Wojtych                |
| kmdt powiatowy PW Łuck                                   | kpt. adm. (piech.) Adam Dybczyński (*)                   |
| kmdt powiatowy PW Horochów                               | por piech. Wincenty Marciniak (*)                        |
| kmdt powiatowy PW Dubno                                  | kpt. adm. (piech.) Stanisław Wacław Wysocki (*)          |

## 24 pp w kampanii wrześniowej

### Mobilizacja
24 pp był jednostką administracyjną i mobilizującą. Mobilizację alarmową rozpoczął 14 sierpnia od godz. 0.20, a zakończył 16 sierpnia. W planie mobilizacyjnym „W” 24 pp w Łucku mobilizował w grupie jednostek oznaczonych kolorem zielonym, w mobilizacji alarmowej, w czasie od Z+24 do Z+40 pułk na etatach wojennych. Dodatkowo mobilizował dla 27 DP pododdziały w czasie od Z+48 do Z+50:
- kompanię kolarzy nr 23,
- kolumnę taborową nr 218,
- kolumnę taborową nr 219.

dla obrony przeciwlotniczej wojsk:
- kompanię km plot. typ A nr 7, w czasie Z+50

dla potrzeb Okręgu Korpusu nr II
- kompanię asystencyjną nr 22, w czasie Z+24.

W ramach I rzutu mobilizacji powszechnej w terminie od 31 sierpnia do 3 września zmobilizował:
- batalion marszowy 24 pp,
- uzupełnienie marszowe kompanii kolarzy nr 23[16].

W trakcie mobilizacji nie zdołano skompletować pełnej kompanii przeciwpancernej, jedynie wystawiono jeden pluton z trzema armatami. Uzupełnienie miało nastąpić w rejonie koncentracji dywizji. Bataliony 16 sierpnia odbyły ostre strzelania. 17 sierpnia dowódca dokonał przeglądu zmobilizowanego pułku, po mszy św. odbyło się zaprzysiężenie. 17 i 18 sierpnia 24 pp opuścił garnizon czterema transportami kolejowymi. Jako pierwszy 17 sierpnia o godz. 22.00 wyjechał I batalion w nocy 17/18 sierpnia, II batalion rano 18 sierpnia dowództwo pułku i pododdziały pozabatalionowe, a jako ostatni 18 sierpnia o godz. 12.00 III batalion. W ślad za pułkiem odjechała 18 sierpnia 7 kompania ckm plot. i 23 kompania kolarzy i inne pododdziały dywizyjne z garnizonu w Łucku. 18 i 19 sierpnia pułk dotarł do stacji Nowa Wielka Wieś i Brzoza na południe od Bydgoszczy, gdzie został wyładowany z transportów kolejowych. I batalion odszedł na kwatery w Nowej Wielkiej Wsi, II batalion w Prądocinie, III batalion we wsi Tarkowo i okolicy. Prowadzono szkolenie, ćwiczenia zgrywające, uzupełniano braki oraz wykonano umocnienia w postaci rowów strzeleckich. 25 sierpnia w godzinach popołudniowych załadowano na transporty kolejowe 24 pp. II batalion odjechał ze stacji Brzoza do stacji Skórcz, skąd przeszedł na biwak do rejonu leśniczówki Młynki. I i III bataliony załadowały się na stacji kolejowej w Nowej Wielkiej Wsi rano 26 sierpnia. III batalion wyładował się z transportu na stacji Zelgoszcz i przeszedł na biwak w lesie Brzoska 3 km na zachód od Lubichowa. I batalion rozmieszczony został w majątku państwowym nad jeziorem Borzechowo. W Lubichowie zajęły kwatery pododdziały pułkowe i dowództwo 24 pp. 7 kompania ckm plot. została przewieziona z Inowrocławia do stacji Zelgoszcz i przeszła do Lubichowa, gdzie zorganizowała obronę przeciwlotniczą. 31 sierpnia Generalny Inspektor Sił Zbrojnych rozwiązał Korpus Interwencyjny, a 27 DP została przydzielona do Armii „Pomorze”. Zgodnie z zamierzeniami miała stanowić odwód armii w rejonie Chełmno, Chełmża. Przez cały dzień 31 sierpnia dywizja oczekiwała na podstawienie transportu kolejowego do przewiezienia w rejon planowanej dyslokacji.

### Działania bojowe

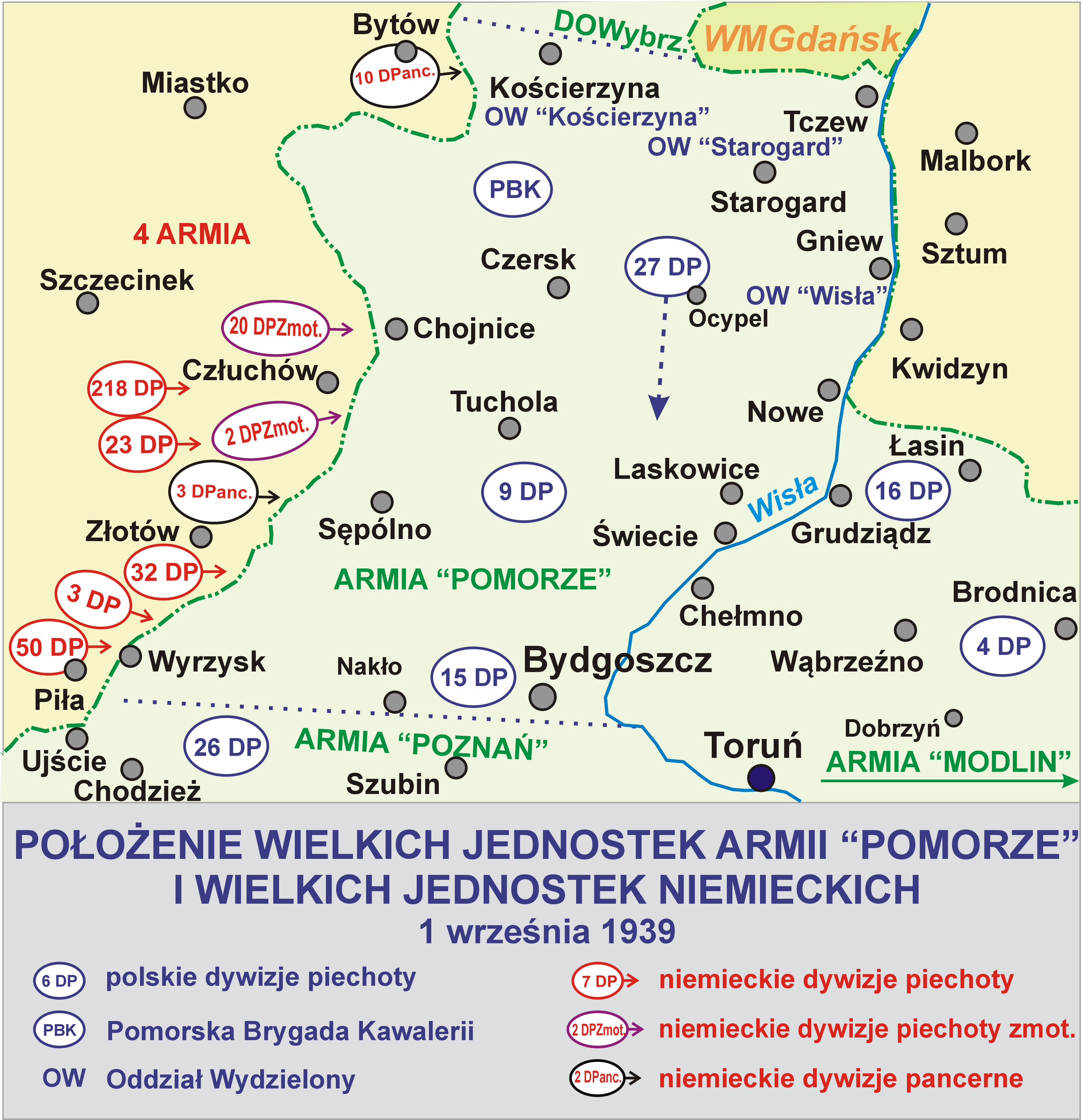
Pułk walczył w składzie 27 DP

W kampanii wrześniowej 1939 roku pułk walczył w składzie macierzystej 27 Dywizji Piechoty, walczącej w ramach Armii „Pomorze”.

#### Boje na Pomorzu
27 Dywizja Piechoty otrzymała rozkaz marszu pieszego ok. godz. 9.00 1 września. Między godz. 10.00-12.00 oddziały 27 DP podjęły marsz pieszy przez Bory Tucholskie w kierunku Fordonu w trzech kolumnach. 24 pp podjął marsz w kolumnie wschodniej dywizji wraz z II dywizjonem 27 pułku artylerii lekkiej, 27 dywizjonem artylerii ciężkiej, 27 motorową baterią artylerii przeciwlotniczej, 7 kompanią ckm plot. typu A, taborami dywizyjnymi i II rzutem kwatery głównej 27 DP. Marsz prowadzono szosą Lubichowo - Wielki Bukowiec, Osie, Drzycim, Plewno, Przechowo. W międzyczasie o godz. 12.30 rozkazem dowódcy Armii „Pomorze” gen. dyw. Władysława Bortnowskiego 27 DP wraz z 9 Dywizją Piechoty miała uderzyć na niemiecką 3 DPanc. z rejonu Bysław, Bysławek. Nastąpiła zmiana trasy marszu. W godzinach popołudniowych rozkazem Naczelnego Wodza, 27 DP powróciła na poprzednią trasę marszu, tracąc czas i siły na ten przemarsz. W nocy ok. godz. 21.00 rozkazem dowództwa armii, na odcinku linii kolejowej Wierzchucin-Lniano-Laskowice miały zostać podstawione cztery składy pociągów dla przerzutu części 27 DP do rejonu przeznaczenia. Przerzucony transportem kolejowym miał być 24 pp bez I batalionu. Oddziały 27 DP zostały zawrócone rozkazem dowódcy dywizji w kierunku południowo-wschodnim, do stacji załadowczych.
O świcie 2 września 24 pp znajdował się w marszu na odcinku Tleń-Lniano. Z uwagi na brak transportów kolejowych 24 pp miał maszerować w kolumnie głównej dywizji, jako jej straż przednia wraz z II/27 pal i plutonem saperów 27 batalionu saperów poprzez Lniano, Błądzim, Tuszyny, Łowin, Pruszcz Pomorski. Po dojściu do rejonu Pruszcza Pomorskiego pułk miał zająć obronę frontem na północ i być w gotowości do wsparcia 50 pułku piechoty w walce w okolicach Świekatowa. O godz. 6.00 II/24 pp dotarł do Lniana, III/24 pp pomylił drogę i przybył do Lniana o godz.9.00. I/24 pp również w nocy pomylił drogę i dalej był jeszcze w marszu. O godz. 10.00  24 pp bez I/24 pp wraz z II dywizjonem 27 pal rozpoczął marsz mając jako awangardę III batalion, kompania zwiadowców rozpoznawała drogę. O godz. 11.00 przekroczył pułk szosę Świecie-Tuchola, o godz. 13.00 przeszedł przez Szewno. Po przejściu torów kolejowych linii Świekatowo-Pruszcz, w rejonie przejazdu kolejowego z rejonu wsi Tuszyny, czołowy III batalion został ostrzelany ogniem artylerii, czołgów i broni maszynowej. III batalion dostał się w zasadzkę ogniową zamaskowanych niemieckich czołgów. Batalion rozwinął się w obronie na linii nasypu i torów kolejowych. Szczególnie duże straty poniosła 8 kompania strzelecka i 3 kompania ckm. Natarcie niemieckich czołgów na III/24 pp skutecznie powstrzymała ogniem na wprost 4 bateria 27 pal, zmuszając czołgi do odwrotu. W trakcie przekraczania szosy Świecie-Tuchola II/24 pp został zbombardowany przez lotnictwo niemieckie, co opóźniło jego wejście do walki. O godz. 14.00 dowódca pułku wprowadził do walki II/24 pp, który miał wykonać natarcie na Tuszyny. Czołowa 4 kompania strzelecka nacierając doszła do Tuszyny, gdzie została rozbita przez niemieckie czołgi. Przy wsparciu ogniowym całego II dywizjonu 27 pal, pozostałe kompanie II batalionu wyparły ok. godz. 15.00 niemieckie oddziały z Tuszyna. Ok. godz. 15.30 na Tuszyny niemieckie czołgi i piechota wykonały kontratak z rejonu Świekatowa i Lubani-Lipin. II batalion został wyparty ze wsi na linię toru kolejowego Świekatowo-Pruszcz. Wspierający II/24 pp pluton artylerii piechoty 24 pp zniszczył kilka niemieckich czołgów. W walce poległ między innymi z kompanii ppanc. ppor. rez. Daniel Tebus. Ok. godz. 16.00 oddziały niemieckie wzmogły napór na 24 pp, czołgom niemieckim udało się podejść pod stanowiska II/27 pal i rozwijającego się na stanowiskach ogniowych 27 dac. Baterie obu dywizjonów zatrzymały niemieckie natarcie ogniem na wprost, zniszczyły kilka czołgów niemieckich. Po godz. 18.00 II/27 pal za zgodą ppłk. dypl. Juliana Grudzińskiego odmaszerował w kierunku przedmościa bydgoskiego. 24 pp zgodnie z rozkazem płk. dypl. Gwido Kawiński walczył do zmroku z niemieckimi oddziałami w rejonie toru kolejowego Świekatowo-Pruszcz Pomorski, ponosząc dalsze ciężkie straty. Ok. godz. 18.00 w rejon obrony 24 pp przybył 84 batalion piechoty, który objął odcinek obrony pomiędzy jeziorem Szewnik i Branickim. O godz. 19.00 dowódca 24 pp po uzyskaniu informacji o wycofaniu się 27 DP rozkazał pułkowi bez I batalionu oderwać się od nieprzyjaciela i wycofać się w kierunku wsi Franciszkowo i Bramka. II batalion pomaszerował szosą Świecie-Tuchola w kierunku Bramki, do II/24 pp dołączyła część kompanii III batalionu. Marsz odbywał się w ciężkich warunkach, po zatłoczonej szosie taborami, uchodźcami cywilnymi i maszerującymi oddziałami. Szosa była ostrzeliwana dalekim ogniem broni maszynowej. Kompanie rozproszyły się i maszerowały polnymi drogami i bezdrożami. Dowódca III batalionu wraz jego częścią nie otrzymał rozkazu o odwrocie. W późnych godzinach nocnych po zorientowaniu się, że pododdziały pułku odmaszerowały, zebrał resztę batalionu i podjął marsz w kierunku północnym. I batalion dotarł w rejon Szewna ok. godz. 15.00, o godz. 16.00 rozkazem dowódcy Piechoty Dywizyjnej 27 DP płk. dypl. Gwido Kawińskiego skierował się marszem szosą Tuchola-Świecie w kierunku Wisły. Do I/24 pp dołączyła kompania przeciwpancerna 24 pp bez plutonu i pluton artylerii piechoty 24 pp, w rejonie Franciszkowa ok. godz. 17.00 został zbombardowany przez niemieckie lotnictwo. Po uporządkowaniu I batalion dotarł do szosy Świecie-Bydgoszcz. Dalszy marsz zatłoczoną szosą podjął w kierunku Trzeciewca.
Nocą 2/3 września po rozproszeniu się w marszu II i część III batalionu pod dojściu do szosy Tczew-Bydgoszcz, zebrały się w sile 300-350 żołnierzy pod dowództwem mjr. Romana Wójcickiego. Pozostałość III batalionu z mjr. Leonardem Skulskim w marszu przyłączyła się do 35 pułku piechoty ppłk. dypl. Jana Maliszewskiego z 9 Dywizji Piechoty. Do nich dołączył również mjr Roman Wójcicki z pozostałością II i resztkami III batalionu. Maszerujące za 35 pp ku Wiśle pozostałości II/24 pp i III/24 pp ze względu na bombardowania odłączyły się od poprzedzającego ich 35 pp. Napotkanym grupom żołnierzy II i III batalionu oraz pododdziałów pozabatalionowych w rejonie Świecia dowódca pułku nakazał przeprawić się na wschodni brzeg Wisły i maszerować następnie do Torunia. W nocy dowódca 24 pułku ppłk dypl. Julian Grudziński przeprawił się przez Wisłę w rejonie Świecia i następnego dnia dotarł do Torunia. Żołnierzy z 24 pp na wschodnim brzegu Wisły zbierał ppor. Zbigniew Buyko, a następnie ich odprowadził do Torunia. O świcie 3 września I batalion 24 pp wraz z plutonem artylerii piechoty i resztą kompanii ppanc. dotarł do wsi Włóki, razem z 23 pp i bateriami 27 pal. 23 pp zajął obronę na przedmościu bydgoskim od brzegu Wisły do Stronna, za 23 pp w rejonie wsi Wilcze jako odwód zajął stanowiska I/24 pp. Batalion był też częściowo zdekompletowany, w trakcie odwrotu zaginęło wielu żołnierzy, wśród nich ppor. Zbigniew Kąsinowski, który dostał się do niewoli. Pluton artylerii piechoty wspierał 23 pp w obronie na szosie gdańskiej w rejonie Żołędowa. Po walce 23 pp wzmocnionego artylerią od godz. 11.00 do godz. 16.00, rozkazem dowódcy przedmościa gen. bryg. Stanisława Grzmot-Skotnickiego bataliony 27 DP zostały wycofane przez Fordon, Bydgoszcz, Kapuściska Dolne i okolice, za Brdę. W tym czasie część oddziałów i pododdziałów była ostrzelana przez dywersantów niemieckich. Pod ostrzałem znalazł się w Bydgoszczy pluton artylerii piechoty 24 pp. Po południu I/24 pp wykonał marsz ze wsi Wilcze za rzekę Brdę, gdzie ubezpieczał odwrót oddziałów dywizji. Wieczorem do I/24 pp dołączył ppłk dypl. Julian Grudziński, który otrzymał rozkaz obrony od nocy 3/4 września odcinka od ujścia Małej Strugi do Brdy, podporządkowano mu I i III bataliony 23 pp, całą artylerię dywizyjną, 11 dywizjon artylerii konnej z dwoma bateriami i 27 batalion saperów. 4 września pododdziały 24 pp wraz ze zgrupowaniem 27 DP pozostawały w obronie na linii Brdy, zwalczając niemieckie patrole i tocząc potyczki z dywersantami niemieckimi w Bydgoszczy i okolicach. 4 września w godzinach przedpołudniowych do niewoli dostały się pozostałości II batalionu w rejonie stacji kolejowej Drzycim na Pomorzu. Do niewoli trafili mjr Roman Wójcicki, por. Bolesław Węglowski, por. Andrzej Puścion, 7 innych oficerów batalionu i wielu żołnierzy. 4 i 5 września do niewoli trafiła część III batalionu pod dowództwem mjr. Leonarda Skulskiego w lasach Nadleśnictwa Wierzchlas, a wśród nich por. Aleksander Sałacki, por. Stefan Żytnicki, 2 oficerów batalionu i duża grupa żołnierzy. Do niewoli w „kotle pomorskim” dostali się por. Włodzimierz Budrewicz, ppor. Olgierd Czerniewicz - płatnik, dowódcy pododdziałów pułkowych por. Józef Godlewski i ppor. Józef Macichowski oraz duże grupy żołnierzy. Ponadto w dniu 3, 4 września w rejonie Bydgoszczy i później w Toruniu dołączyło wielu żołnierzy, którzy przedarli się z okrążenia lub przeprawili się przez Wisłę. Podążające za Brdę grupki żołnierzy II i III batalionu, które wyrwały się z okrążenia, toczyły walki z dywersantami niemieckimi w Bydgoszczy, w trakcie walk poległ por. Stefan Kluch dowódca 7 kompanii strzeleckiej.

#### Walki odwrotowe na Kujawach
O świcie 5 września 24 pp bez dwóch batalionów i części pododdziałów pułkowych wycofał się znad Brdy i podjął marsz odwrotowy poprzez Wypaleniska, Kabat do Nadleśnictwa Cierpice. Po dotarciu na miejsce pododdziały wypoczywały i prowadzono reorganizację i odtwarzanie pododdziałów 23 pp i nowego II batalionu 24 pp. Do I batalionu dodano nową 4 kompanię strzelecką sformowaną z żołnierzy 50 pp. II batalion formowano z rozbitków II i III batalionu, pododdziałów pułkowych i innych zniszczonych jednostek WP, których nie odtwarzano, dowództwo formowanego II batalionu objął kpt. Wacław Dziewulak. 6 września do świtu oddziały 27 DP dokonały przegrupowania, poprzez przewiezienie kolumną samochodów ciężarowych do rejonu Torunia. 24 pp z I i II batalionem zajęły stanowiska w rejonie Złotorii dozorując linię rzeki Wisły i obsadzając mosty w Toruniu. W dalszym ciągu uzupełniano oba bataliony, dołączył oddział przyprowadzony przez ppor. Zbigniewa Buyko, który włączono do II batalionu. Bataliony piechoty szczególnie II/24 pp były niekompletne i słabo uzbrojone w ciężką broń piechoty. Ponadto do 24 pp 6 września jako jego III batalion włączono 82 batalion piechoty pod dowództwem mjr. Emila Niemca, który stanął na postoju jako odwód pułku w cegielni Rudak. Dodatkowo odtworzono artylerię dywizyjną poprzez wcielenie dwóch samodzielnych dywizjonów, służby i zakłady dywizyjne, uzupełniono amunicję, broń, wyposażenie żołnierzy oraz żywność z magazynów toruńskich.
6 września o zmroku 24 pp opuścił Toruń, rano 7 września pułk obsadził odcinek Wisły od Torunia do Ciechocinka. Następnie w nocy 7/8 września 24 pp podjął marsz odwrotowy na czele kolumny głównej 27 DP wraz z 48 dywizjonem artylerii lekkiej i 27 dac szosą Brzoza-Aleksandrów Kujawski do rejonu Zalesie, Raciążek. Za 24 pp miał maszerować pułk zbiorczy płk. dypl. Kazimierza Majewskiego. Po osiągnięciu nakazanego rejonu 8 września, 24 pp stanął w odwodzie 27 DP, z I batalionem w Turznie, II batalionem w Raciążku, a III batalion w Zalesiu na północny zachód od Turzna. Nocą 8/9 września 24 pp podjął marsz w kolumnie północnej, wraz z 27 bsap. 48 dal i 27 dac, za nim w straży tylnej maszerował 208 pp (dawniej jako pułk zbiorczy płk. dypl. Kazimierza Majewskiego) wraz z 68 dywizjonem artylerii lekkiej. Po osiągnięciu celu 9 września o świcie 24 pp zajął obronę: I batalionem w rejonie Sarnówko, Kazimierzewo, II batalionem na odcinku Kazimierzewo, Mikanowo, a III batalion w lesie Mikanowo w odwodzie pułku.

##### Walki w rejonie Włocławka
Zgodnie z rozkazem dowódcy armii, 27 DP dokonała przegrupowania nocą 9/10 września zajmując obronę na linii rzeki Zgłowiączki od Włocławka po Turowo Nowe. Z ugrupowania dywizji wydzielono Oddział Wydzielony w sile 24 pp bez III batalionu z 48 dal bez plutonu. OW ppłk. Grudzińskiego po skoncentrowaniu się w Starym Brześciu miał przejść o północy do lasu Osięciny, skąd miał prowadzić rozpoznanie w kierunku Przysieku, Radziejowa i Piotrkowa Kujawskiego. W przypadku niemieckiego natarcia miał opóźniać działania w rejonie Osięcin do końca dnia 9 września, następnie wycofać się w stronę Brześcia Kujawskiego. Do folwarku Żakowice wysunięto Oddział Wydzielony mjr. Mieczysława Iphorskiego-Lenkiewicza w składzie kawalerii dywizyjnej 27 DP, kompanii strzeleckiej 24 pp, plutonu kolarzy, plutonu ckm i plutonu 48 dal. Po zajęciu nakazanego rejonu ten OW miał podlegać ppłk Grudzińskiemu. III/24 pp przebywał w dworze Smólsk jako odwód dowódcy 27 DP. Maszerujący z niewiadomych przyczyn tylko I/24 pp z plutonem artylerii piechoty i 48 dal pod dowództwem mjr. Aleksandra Hertleina, 4 kilometry na wschód od Osięcin nawiązał kontakt bojowy ok. godz. 11.00 z oddziałami niemieckiej 208 DP, które maszerowały szosą Radziejów-Brześć. I batalion ze wsparciem 48 dal odrzucił III batalion niemieckiego 309 pp zajmując las dochodząc do wsi Karolin i patrolem zajął Osięciny. Niemiecki kontratak całego 309 pp zatrzymał natarcie I batalionu i Kawalerii Dywizyjnej 27 DP. Groźba oskrzydlenia zmusiła I/24 pp do odwrotu poprzez folwark Żakowice na Brześć Kujawski. Jednocześnie niemieckim 208 oddziałem rozpoznawczym opanowano Osięciny, a następnie oddział ten podjął pościg za wycofującym się za I batalionem 24 pp, atakując go wielokrotnie podczas odwrotu, ze skrzydła. Odwrót całego OW wspierał II dywizjon 9 pułku artylerii lekkiej. Wieczorem 10 września I batalion 24 pp wraz z plutonem artylerii piechoty i częścią kompanii ppanc., przeszedł do majątku Nowy Dwór, w nocy dołączyła pozostała część I/24 pp, która czasowo dotarła do folwarku Falborek. Po godz. 17.00 z uwagi na przełamanie obrony I batalionu 22 pułku piechoty na rzece Zgłowiączce i opanowanie przez niemiecki 122 pp ze składu 50 DP wsi Nowy Młyn przegrupowano ze wsi Smólsk do wsi Słone odwodowy III batalion 24 pp. III/24 pp wzmocniony kompanią zwiadowców i plutonem artylerii piechoty z 22 pp wykonał kontratak ze wsparciem 2 baterii 68 dal, 6 baterii 9 pal i 27 dac na niemiecki przyczółek i wieś Nowy Młyn. Wyparł do godz. 18.00 niemiecką piechotę za rzekę Zgłowiączkę i odzyskał wieś.    
Na rozkaz dowódcy armii w nocy 10/11 września 27 DP dokonała częściowego przegrupowania, w jego ramach 24 pp zajął nowe stanowiska. Obrona pułku oparta była o południowy brzeg rzeki Zgłowiączki i rzece Przedpolnej od Rudy do dworu Nowa Wieś. I batalion z kompanią ppanc. zajął obronę na linii rzeki Przedpolnej na odcinku od szosy Brześć Kujawski-Włocławek do dworu Nowa Wieś. III batalion wzdłuż rzeki Przedpolnej, od ujścia do Zgłowiączki do szosy Brześć Kuj.-Włocławek. II batalion wzdłuż Zgłowiączki od ujścia Przedpolnej do wsi Ruda. Pluton artylerii piechoty 24 pp stał w lesie na południe od Mielęcina, dowództwo w gajówce Zofiówka. Od rana oddziały Brygady Piechoty „Netze” atakowały stanowiska 24 pp od wsi Ruda do szosy Brześć Kuj.-Włocławek, niemieckie lotnictwo silnie bombardowało ten odcinek obrony, a niemiecka ciężka artyleria ze wschodniego brzegu Wisły ostrzeliwała rejon obrony 27 DP. Wszystkie natarcia niemieckie do godzin popołudniowych zostały odparte. Późnym popołudniem na skrzydło III batalionu z rejonu Pikutkowa wyszło niemieckie natarcie wzdłuż szosy Brześć Kujawski-Włocławek na Józefowo, Przyborowo. III/24 pp nie wytrzymał natarcia i wycofał się na folwark Łuby. Zdołano zatarasować dalszy atak oddziałów niemieckich zawałami leśnymi na szosie Brześć-Włocławek, wycofanie się III batalionu spowodowało też odwrót II batalionu. Oba bataliony 24 pp poniosły duże straty, doszło do rozczłonkowania części batalionów. Jednak ze względu na zawały i przeszkody terenowe natarcie niemieckie zatrzymało się przed folwarkiem Łuby. Utracony teren został odbity nocnym natarciem 11/12 września przez II batalionu 22 pp. 12 września rano po uporządkowaniu II i III bataliony zajęły obronę na linii rzeki Przedpolnej. Rano na odcinku I batalionu 24 pp oddziały BP „Netze” próbowały dwukrotnym natarciem przełamać obronę z rejonu Smólska na dwór Nowa Wieś, oba natarcia odparto przy wsparciu 48 dal. Po godz. 13.00 24 pp wraz 48 dal z uwagi na wyczerpanie walkami został zluzowany przez 22 pp i dywizjon 9 pal, przeszedł do odwodu 27 DP. Przed wieczorem 24 pp wraz z 48 dal zajął na biwak rejon na zachód od gajówki Widoń, wzg. 94,4, po obu stronach drogi Widoń-Warząchewka Polska. Od 12 września 27 DP weszła w skład Grupy Operacyjnej gen. bryg. Michała Karaszewicza-Tokarzewskiego, podlegającej Armii „Pomorze”. 13 września pozostając nadal w odwodzie dywizji 24 pp przegrupował się do rejonu Nowa Huta, Górki, Krzywie, Rumunki Nowe.

#### Udział w bitwie nad Bzurą
13 września o godz. 13.00 24 pp bez II i III batalionu wraz z 4 baterią 27 pal otrzymał rozkaz wymarszu w rejon Płocka celem wsparcia 19 pułku piechoty, przy likwidacji niemieckiego przyczółka na Wiśle w Radziwiu. Pozostałe bataliony przegrupowały się do Leśniewic jako odwód 27 DP. Wieczorem za pułkiem wysłano dwa pozostałe bataliony z baterią 27 pal. O świcie 14 września 24 pp bez dwóch batalionów osiągnął Gostynin. Po zmianie rozkazów do natarcia na Radziwie zostało wyznaczone zgrupowanie pod dowództwem płk dypl. Gwido Kawińskiego w jego skład oprócz 19 pp wszedł 24 pp bez III batalionu wzmocniony IV batalionem 23 pp 4/27 pal i 48 dal. Pułk wyruszył natychmiast do Łącka. III/24 pp zajął stanowiska w Kozicach w odwodzie 23 pp, który wchodził w skład zgrupowania osłonowego dywizji. Pułk po przybyciu w rejon Ludwikowa miał prowadzić natarcie wzdłuż toru kolejowego obok II batalionu 19 pp w kierunku na Radziwie, ze wsparciem 4/27 pal. IV/23 pp miał stanowić odwód pułku. O godz. 14.00 do natarcia przystąpił po północnej stronie toru kolejowego 24 pp z I batalionem w pierwszym rzucie i II batalionem w drugim rzucie. Po przejściu ok. 500 metrów natarcie natknęło się na wychodzące do natarcia niemieckie bataliony 8 pp 3 DP. Doszło do ciężkich i chaotycznych walk, boju spotkaniowego. Niemiecki II batalion 8 pp wdarł się na przystanek kolejowy Łąck, lecz został okrążony przez 24 pp i odcięty od niemieckiego III batalionu 8 pp. Walki wygasły w godzinach wieczornych. Po północy 15 września zgrupowanie płk. dypl. Kawińskiego przystąpiło do ponownego natarcia. Przy wsparciu 48 dal, 68 dal, 4/27 pal i I dywizjonu 5 pułku artylerii lekkiej. Natarcie I/24 pp i II/19 pp wyparło niemiecki batalion z przystanku kolejowego Łąck, do rana w ciężkich walkach wyparto niemiecki 8 pp z lasu Nadleśnictwa Łąck. O godz. 11.00 niemiecka piechota przeprowadziła na stanowiska 24 pp i 19 pp silny kontratak, który odparto. Dalsze natarcie 19 i 24 pp doprowadziło do zajęcia przez I batalion 24 pp folwarku Góry, a przez 19 pp gajówki Góry i Budek Ciechomskich. Dalsze natarcie obu pułków planowane na godz. 14.00 zostało odwołane przez dowódcę 27 DP gen. bryg. Juliusza Drapellę. Oba pułki zgrupowania płk. Kawińskiego zostały wycofane na linię Woli Łąckiej-jeziora Zdworskiego. III batalion 24 pp w godzinach południowych wykonał wypad z rejonu Sokołowa przez Zaborów w kierunku wsi Holendry. Po powrocie został skierowany do Leśniewic do odwodu dowódcy dywizji. Wieczorem dowódca 27 DP otrzymał rozkaz przejścia na nową linię obrony w rejonie Gąbina. W tym celu późnym wieczorem III batalion 24 pp wyruszył z Leśniewic do Okolusz celem osłony przegrupowania dywizji od strony północnej, Płocka. 24 pp bez III batalionu z IV batalionem 23 pp, 48 dal i 4/27 pal w nocy 15/16 września przemieścił się przez dwór Łąck, Gąbin, do lasów na północ od Gąbina.
24 pp osiągnął nakazany rejon rano 16 września, do godzin południowych zajął obronę odcinka od jeziora Zdworskiego do styku z III/24 pp, który tam organizował już obronę. Od popołudnia 24 pp odparł na swoim odcinku natarcia niemieckiej piechoty ze składu 3 DP wspartej atakami lotnictwa niemieckiego i ostrzałem artylerii. Stany osobowe 24 pp ze względu na straty osobowe spadły do 30% stanów wyjściowych. Zgodnie z rozkazem dowódcy Grupy Operacyjnej gen. bryg. Michała Tokarzewskiego-Karaszewicza po zmroku 27 DP miała wycofać się na nową rubież obrony Uderz Nowy, Iłów, Brzozów.  O godz. 21.00 nastąpiła zmiana rozkazów dla 27 DP, która z rozkazu dowódcy GO miała powrócić na poprzednie stanowiska i wykonać natarcie częścią sił na Gąbin. O godz.0.30 17 września dowództwo 27 DP otrzymało kolejny rozkaz od dowódcy GO, o podjęciu na nowo odejścia na wcześniej wskazaną rubież obrony w rejonie Uderz Nowy, Iłów i Brzozów. Zmieniony ponownie rozkaz doprowadził do chaosu w dywizji. 24 pp opuścił swoje stanowiska w rejonie Gąbina o zmierzchu, maszerując w jednej kolumnie. Straż tylną stanowiła kompania strzelecka z plutonem artylerii piechoty. O godz.24.00 pułk otrzymał rozkaz zawrócenia do Gąbina i zajęcia poprzednich stanowisk. Do 24 pp dołączył też 19 pp maszerując od Gąbina i po północy z powrotem. 24 pp dotarł o świcie 17 września w okolice Gąbina, ale nim zdążył zając stanowiska przybył goniec z rozkazem ponownego odmarszu w kierunku Iłowa. Z powodu zatłoczenia drogi na Iłów pułk podjął marsz bocznymi polnymi drogami. Do godz.12.00 kolumna pułkowa maszerowała w całości, lecz po południu liczne naloty lotnictwa niemieckiego spowodowały rozerwanie kolumny i częściowe rozproszenie pododdziałów. Naloty niemieckie trwały do późnych godzin wieczornych. Szczególnie silnie został zbombardowany III/24 pp w rejonie dworu Studzieniec. Kolejny nalot rozbił i rozproszył 24 pp w rejonie Białego Potoku. Po zmroku w rejon Iłowa dotarły grupy żołnierzy pułku. Pozostałość pułku pomaszerowała w rejon Bzury.

#### W Puszczy Kampinoskiej i obronie Warszawy
Większość rozbitych przez lotnictwo niemieckie oddziałów 27 DP podążała na przeprawę przez Bzurą w rejonie Witkowic, a następnie przedzierały się przez Puszczę Kampinoską w kierunku Warszawy. W nocy 17/18 września ppłk dypl. Julian Grudziński zdołał zebrać niewielką grupę żołnierzy 24 pp nad Bzurą, rano przeprawił się z tymi żołnierzami na wschodni brzeg Bzury. 19 września w trakcie potyczki z pododdziałem niemieckim został ranny i 20 września dostał się do niewoli. Na wschodni brzeg Bzury przedostał się kpt. Wacław Dziewulak z częścią II batalionu, 19 września podczas marszu przez Puszczę Kampinoską, po walce resztki II batalionu zostały otoczone przez niemiecki oddział i skapitulowały. III/24 pp dołączył do resztek 4 Dywizji Piechoty i wraz z jej oddziałami sforsował Bzurę w rejonie Łaźnia-Witkowice. Następnie stoczył walkę w rejonie wsi Łasice, następnie z resztkami 14 pułku piechoty przebił się do Puszczy Kampinoskiej po Hilarowem. 21 września pozostałości batalionu przebiły się do Warszawy, gdzie zostały włączone do 29 pułku piechoty Strzelców Kaniowskich, resztki te wzięły udział w walce na odcinku Wola do kapitulacji stolicy. Pluton artylerii piechoty wieczorem 18 września wziął udział w wsparciu natarcia przez Bzurę z rejonu Kamiona pod Witkowicami. Po wystrzelaniu amunicji, pluton jako piechota usiłował przedrzeć się do puszczy, lecz 19 września pod Olszynką pluton z por. Julianem Gozdalem dostał się do niewoli. Ppor. Roman Milinowski i ppor. Harry Krauze po walce nad Bzurą w zbiorczym oddziale piechoty również dostali się do niewoli. Podczas tych walk 24 pp poniósł znaczne straty osobowe. Większość żołnierzy dostała się nad Bzurą i w Puszczy Kampinoskiej do niemieckiej niewoli. Wśród nich ranni kpt. Jan Banasiak, kpt. Marian Rogalski, wielu szeregowych. W trakcie przebijania się dostali się do niewoli mjr Aleksander Hertlajn, kpt. Wacław Dziewulak, kpt. Tadeusz Zbiegeń, por. Julian Gozdal, kpt. Piotr Janczewski oraz inni oficerowie i szeregowi. Wielu poległo wśród nich ppor. Mieczysław Sokołowski, ppor. Czesław Niewiadomski, ppor. Czesław Grzelachowski, ppor. Tadeusz Moszyński oraz duża grupa szeregowych pułku. Do połowy października w Borach Tucholskich walczył oddział 9 kompanii strzeleckiej 24 pp pod dowództwem por. Zbigniewa Orła, wobec beznadziejności dalszych działań partyzanckich rozwiązał oddział, a sam podczas przedzierania się na południowy wschód pod Bydgoszczą dostał się do niemieckiej niewoli.

### Oddział Zbierania Nadwyżek 24 pp
Po odjeździe na Pomorze 24 pp dowództwo nad pozostałościami pułku w Łucku objął ppłk Ludwik Konarski. Po ogłoszeniu mobilizacji powszechnej w koszarach w Łucku stawili się następni rezerwiści, z  których zmobilizowano batalion marszowy 24 pp i uzupełnienie marszowe dla 23 kompanii kolarzy. Z pozostałych rezerwistów i pozostałej kadry zawodowej sformowano Oddział Zbierania Nadwyżek 24 pp. 1 września 1939 koszary pułku zostały zbombardowane przez lotnictwo niemieckie, w jego wyniku zginęli i zostali ranni żołnierze 24 pp, uszkodzono kilka budynków. 6 i 7 września OZN 24 pp i batalion marszowy 24 pp wyruszyły do Włodzimierza Wołyńskiego celem wejścia w skład Ośrodka Zapasowego 27 Dywizji Piechoty. Po dotarciu do OZ 27 DP z zasobów żołnierzy 24 pp sformowano w dniach 7-11 września dodatkowe bataliony piechoty. Z 24 pp w OZ 27 DP sformowano pod dowództwem kpt. Wacława Sosińskiego i innych oficerów nie mniej niż dwa bataliony, które kwaterowały w sąsiednich wsiach i koszarach 23 pp we Włodzimierzu. I zastępcą dowódcy OZ 27 DP został ppłk Ludwik Konarski.
| Struktura organizacyjna i obsada personalna we wrześniu 1939 | Struktura organizacyjna i obsada personalna we wrześniu 1939 |
| ------------------------------------------------------------ | ------------------------------------------------------------ |
| Dowództwo                                                    |                                                              |
| dowódca                                                      | ppłk dypl. Julian Grudziński                                 |
| I adiutant pułku                                             | kpt. Maksymilian Rogalski                                    |
| II adiutant pułku                                            | kpt. Tadeusz Zbigniew Zbiegień                               |
| oficer informacyjny                                          | ppor. rez. Bogdan Bieńkowski                                 |
| oficer łączności                                             | por. Włodzimierz Budrewicz                                   |
| kwatermistrz                                                 | kpt. Jan Banasiak                                            |
| naczelny lekarz                                              | ppor. lek. dr Edward Pełeszak                                |
| dowódca kompanii gospodarczej                                | ppor. rez. Józef Macichowski                                 |
| I batalion                                                   |                                                              |
| dowódca batalionu                                            | mjr Aleksander Wilhelm Hertlein                              |
| adiutant batalionu                                           | ppor. rez. Roman Malinowski                                  |
| dowódca plutonu łączności                                    | ppor. rez. Sokołowski                                        |
| dowódca 1 kompanii strzeleckiej                              | kpt. Wacław Dziewulak                                        |
| dowódca I plutonu                                            | ppor. rez. Mieczysław Sokołowski                             |
| dowódca II plutonu                                           | ppor. Józef Wojdak                                           |
| dowódca III plutonu                                          | ppor. Tadeusz Gładysz                                        |
| dowódca 2 kompanii strzeleckiej                              | por. rez. Bolesław Mackiewicz                                |
| dowódca I plutonu                                            | ppor. Wilhelm Rusinkiewicz                                   |
| dowódca II plutonu                                           | ppor. rez. Edward Nosko                                      |
| dowódca III plutonu                                          | ppor. rez. Wiktor Podobiński                                 |
| dowódca 3 kompanii strzeleckiej                              | ppor. Zbigniew Władysław Kąsinowski                          |
| dowódca I plutonu                                            | ppor. Harry Krause                                           |
| dowódca II plutonu                                           | ppor. Jan Józef Staroniewicz                                 |
| dowódca III plutonu                                          | NN                                                           |
| dowódca 1 kompanii ckm                                       | por. Czesław Głowacki                                        |
| dowódca I plutonu                                            | plut. pchor. Marcinkiewicz                                   |
| dowódca II plutonu                                           | pchor. Sadownik?                                             |
| dowódca III plutonu                                          | NN                                                           |
| dowódca IV plutonu (taczanki)                                | ppor. Marian Pękalski                                        |
| dowódca plutonu moździerzy                                   | NN                                                           |
| II batalion                                                  |                                                              |
| dowódca batalionu                                            | mjr Roman Wójcicki                                           |
| dowódca batalionu                                            | kpt. Jan Banasiak                                            |
| adiutant batalionu                                           | ppor. rez. Edward Miezian                                    |
| dowódca plutonu łączności                                    | ppor. Antoni Mazurek                                         |
| dowódca 4 kompanii strzeleckiej                              | por. rez. Bolesław Węglowski                                 |
| dowódca I plutonu                                            | ppor. Marian Woźniak                                         |
| dowódca II plutonu                                           | NN                                                           |
| dowódca III plutonu                                          | NN                                                           |
| dowódca 5 kompanii strzeleckiej                              | por. rez. Andrzej Antoni Puścion                             |
| dowódca I plutonu                                            | ppor. Marian Gronowicz                                       |
| dowódca II plutonu                                           | ppor. rez. Antoni Staniucha                                  |
| dowódca III plutonu                                          | ppor. rez. Władysław Rogowski                                |
| dowódca 6 kompanii strzeleckiej                              | por. Tadeusz Strączek                                        |
| dowódca I plutonu                                            | ppor. rez. Henryk Iwon                                       |
| dowódca II plutonu                                           | NN                                                           |
| dowódca III plutonu                                          | ppor. rez. Bogdan Bieńkowski                                 |
| dowódca 2 kompanii ckm                                       | kpt. Wiktor Janczewski                                       |
| III batalion                                                 |                                                              |
| dowódca batalionu                                            | mjr Leonard Skulski                                          |
| adiutant batalionu                                           | ppor. rez. Mieczysław Józef Wysocki                          |
| dowódca plutonu łączności                                    | NN                                                           |
| dowódca 7 kompanii strzeleckiej                              | por. Stefan Kluch                                            |
| dowódca I plutonu                                            | NN                                                           |
| dowódca II plutonu                                           | NN                                                           |
| dowódca III plutonu                                          | NN                                                           |
| dowódca 8 kompanii strzeleckiej                              | por. rez. Aleksander Sałacki                                 |
| dowódca I plutonu                                            | ppor. Zygmunt Józef Joniec                                   |
| dowódca II plutonu                                           | ppor. rez. Stefan Kucharzewski                               |
| dowódca III plutonu                                          | ppor. Zygmunt Wiśniewski                                     |
| dowódca 9 kompanii strzeleckiej                              | por. Stefan Żytnicki                                         |
| dowódca I plutonu                                            | por. rez. Zbigniew Józef Orzeł                               |
| dowódca II plutonu                                           | NN                                                           |
| dowódca III plutonu                                          | NN                                                           |
| dowódca 3 kompanii ckm                                       | kpt. Józef Owsiak                                            |
| dowódca I plutonu                                            | NN                                                           |
| dowódca II plutonu                                           | NN                                                           |
| dowódca III plutonu                                          | NN                                                           |
| dowódca IV plutonu                                           | NN                                                           |
| dowódca plutonu moździerzy                                   | NN                                                           |
| Pododdziały specjalne                                        |                                                              |
| kompania zwiadowców                                          | ppor. Zbigniew Buyko                                         |
| dowódca plutonu konnego                                      | sierż. Stanisław Źróbek                                      |
| dowódca plutonu kolarzy                                      | plut. Chmiel                                                 |
| kompania przeciwpancerna                                     | ppor. Mieczysław Tabaczek                                    |
| dowódca I plutonu                                            | ppor. rez. Daniel Tebus +2 IX 1939                           |
| dowódca II plutonu                                           |                                                              |
| dowódca III plutonu                                          | sierż. pchor. Pawłowski                                      |
| dowódca plutonu artylerii piechoty                           | por. art. Julian Gozdal                                      |
| dowódca plutonu pionierów                                    | por. Józef Godlewski                                         |
| dowódca plutonu przeciwgazowego                              | NN                                                           |
| dowódca plutonu łączności                                    | st. sierż. Adamus                                            |

## Symbole pułkowe

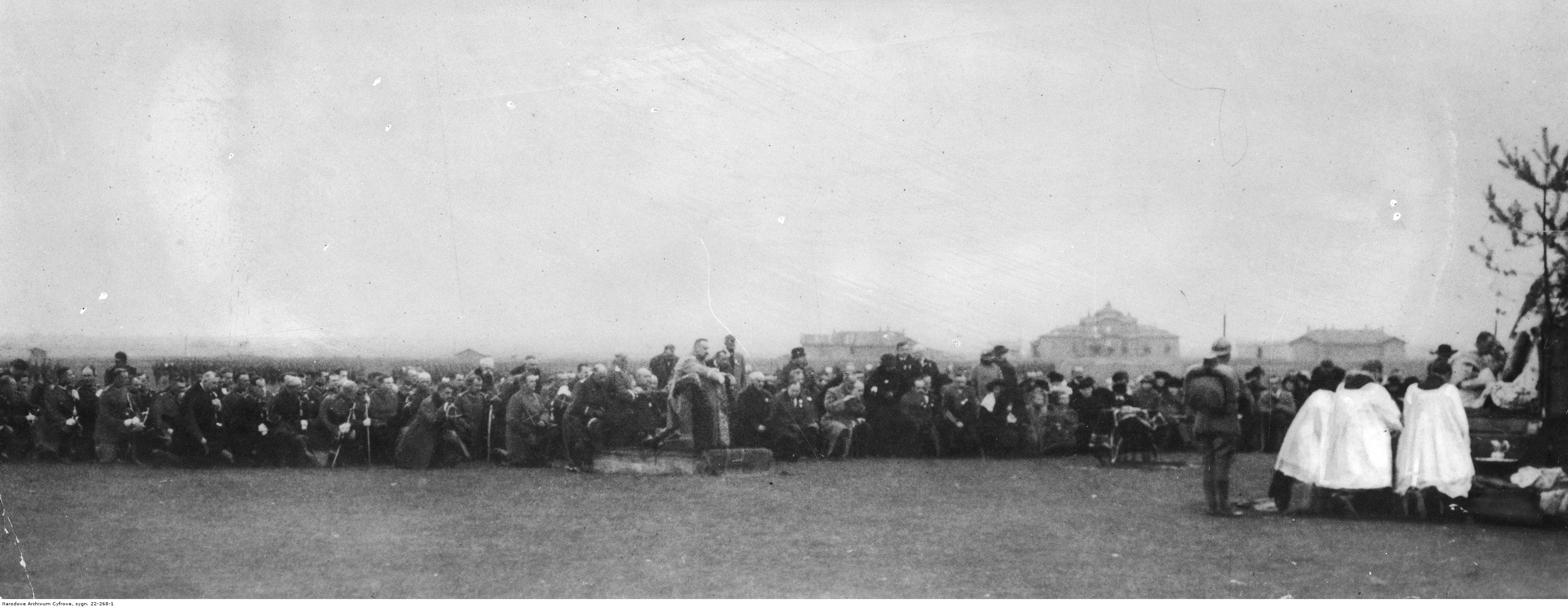
Uroczystość poświęcenia szandaru

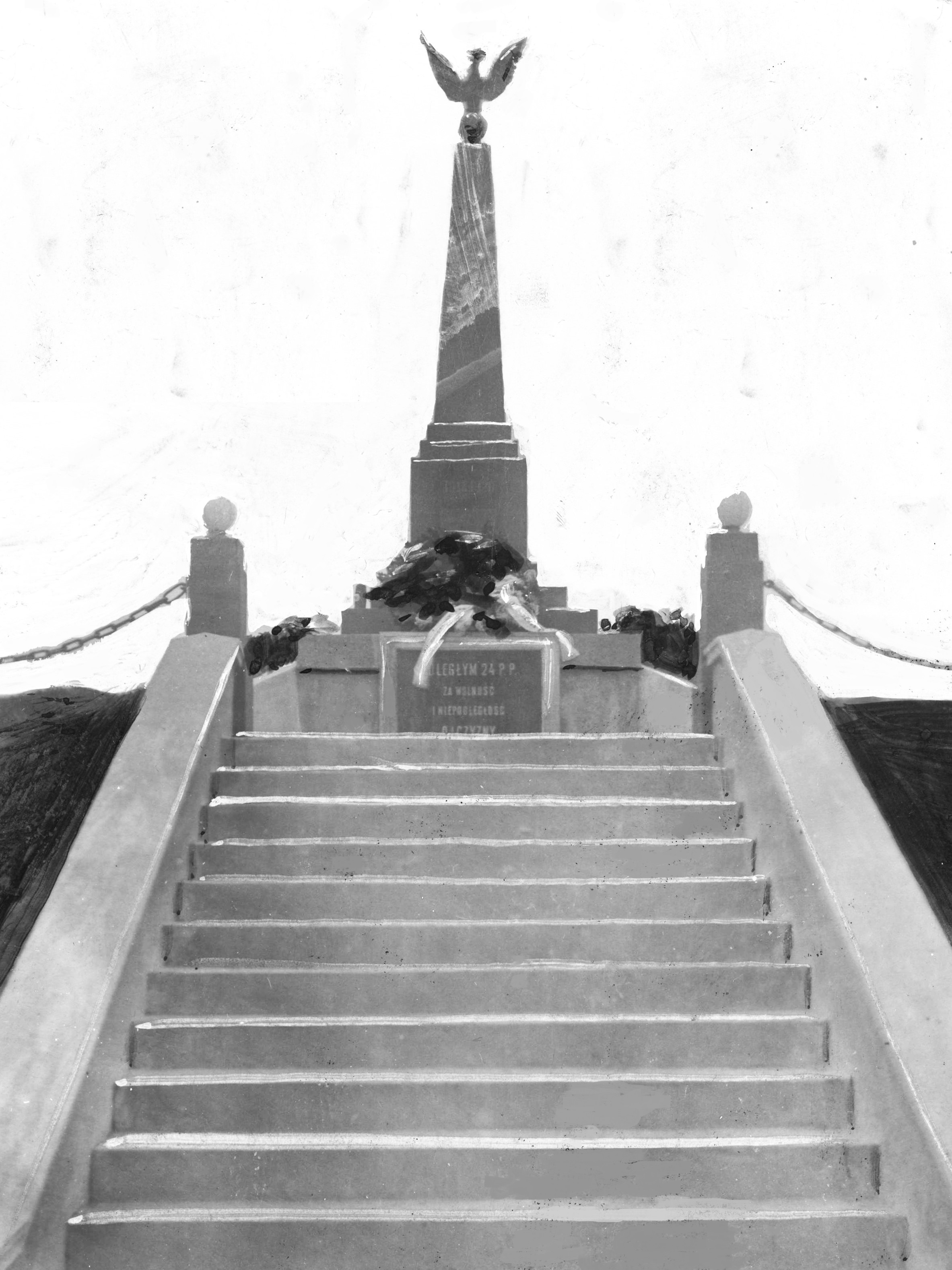
Pomnik ku czci poległych żołnierzy 24 pp w Łucku

### Sztandar
17 czerwca 1922 marszałek Józef Piłsudski wręczył dowódcy pułku sztandar, ufundowany przez społeczeństwo Suwałk. Jego los po 1939 jest nieznany.

### Odznaka pamiątkowa
Zatwierdzona Dz. Rozk. MSWojsk. nr 13, poz. 144 z 24 kwietnia 1930 roku. Odznaka ma kształt krzyża pokrytego białą emalią, z wciętymi ramionami zakończonymi kulkami. Na środku krzyża na okrągłej emaliowanej tarczy w otoku wieńca laurowego widnieje 24. Na ramionach krzyża wpisano nazwy pól bitewnych i rok powstania pułku LWÓW BEREZYNA ŚLĄSK 1918. Pola między ramionami krzyża wypełniają złote płomienie. Oficerska - dwuczęściowa, wykonana w srebrze, emaliowana, na rewersie próba srebra i inicjały grawera WG. Wymiary: 42x42 mm. Wykonanie: Wiktor Gontarczyk – Warszawa.

## Żołnierze pułku
Dowódcy pułku
- płk piech. Władysław Bejnar (4 IV – 1 XI 1919)
- ppłk piech. Jan Władysław Janiszowski (I – 10 IX 1920[46]
- mjr / ppłk piech. Stanisław Kalabiński (10 IX 1920[46] – 1930)
- płk dypl. Antoni Jan Żurakowski (1930 – 1939)
- ppłk dypl. Julian Grudziński (1939)

Zastępcy dowódcy pułku
- mjr / ppłk piech. Bolesław Menderer (10 VII 1922[47] – XII 1924 → zastępca dowódcy 7 pp Leg.[48])
- ppłk piech. Edmund Januszkowski (od XII 1924[48][49])
- mjr dypl. piech. Marian Morawski (od 31 X 1927)
- ppłk piech. Jan II Wańtuch (od IV 1933[50])
- ppłk piech. Ludwik Konarski (do IX 1939)

II zastępca (kwatermistrz)
- mjr piech. Paweł Łuczak (X 1931 – 1939)

### Obsada personalna w 1919
- dowódca – płk Władysław Bejnar, od 10 IX 1920 – mjr Stanisław Kalabiński
- adiutant – por. Edmund Bukowicz

I batalion
- dowódca – kpt. Wacław Prawdzik, kpt. Stanisław Zygmunt Widacki, por. Antoni Żółkiewski
- 1 kompania – por. Włodzimierz Fiala, por. Kosiński
- 2 kompania – por. Tadeusz Kaliszczak († 14 I 1919)
- 3 kompania – por. Alfons Sokół († 6 I 1919), por. Kazimierz Kreiter, ppor. Stanisław Majewski
- 4 kompania – por. Gawlik, ppor. Tadeusz Hubel, por. Romański
- kompania karabinów maszynowych – por. Tadeusz Felsztyn

II batalion
- dowódca – ppłk Aleksander Szemiot († 13 I 1919 pod Nowosiółką), kpt. Jan Ogrodnik († 23 XI 1919)
- 5 kompania – kpt. Jan Ogrodnik (3 I 1919 – † 23 XI 1919), por. Karol Kurek
- 6 kompania – por. Popławski, por. Marian Okniński († 21 V 1919)
- 7 kompania – por. Michał Frołowicz
- 8 kompania – por. Włodzimierz Dąbrowski

III batalion
- dowódca – mjr Fryderyk Adasiewicz
- dowódca kompanii – ppor. Kazimierz Przedwojewski

Batalion Zapasowy 24 Pułku Piechoty – ppłk Wacław Kluczyński

kompania karabinów maszynowych – ppor. Wilhelm Ślizowski

kompania techniczna – ppor. Głód

### Żołnierze 24 pułku piechoty – ofiary zbrodni katyńskiej
Biogramy ofiar zbrodni katyńskiej znajdują się między innymi w bazach udostępnionych przez Ministerstwo Kultury i Dziedzictwa Narodowego oraz Muzeum Katyńskie
| Nazwisko i imię        | stopień              | zawód              | miejsce pracy przed mobilizacją   | zamordowany |
| ---------------------- | -------------------- | ------------------ | --------------------------------- | ----------- |
| Allery Antoni          | ppor.                | żołnierz zawodowy  |                                   | Katyń       |
| Bury Franciszek        | ppor. rez.           |                    |                                   | Katyń       |
| Kiszczak Władysław     | kapitan              | żołnierz zawodowy  | dowódca 7/24 pp                   | Katyń       |
| Knauff Aleksander      | porucznik            | Łuck               |                                   | Katyń       |
| Lirecki Stanisław      | ppor. rez.           |                    |                                   | Katyń       |
| Łuczak Paweł           | major                | żołnierz zawodowy  | kwatermistrz 24 pp                | Katyń       |
| Maciejewski Kazimierz  | por. rez.            |                    |                                   | Katyń       |
| Malczewski Jan         | por. rez.            | prawnik            | praktyka w Łucku                  | Katyń       |
| Malinowski Mikołaj     | ppor. rez.           | nauczyciel         | szkoła w Skibniewie               | Katyń       |
| Róg Eugeniusz          | por. rez.            | handlowiec         |                                   | Katyń       |
| Sołtan Władysław       | ppor. rez.           | prawnik            |                                   | Katyń       |
| Budny Henryk           | ppor. rez.           | lekarz weterynarii |                                   | Charków     |
| Chudoba Andrzej        | ppor. rez.           | nauczyciel         | kier. szkoły w Czartorysku        | Charków     |
| Fernebok Józef         | ppor. rez.           | inżynier mechanik  |                                   | Charków     |
| Głuszkiewicz Zbigniew  | por. rez.            | nauczyciel         | kier. szkoły w Podborcach         | Charków     |
| Indrunas Edmund        | ppor. rez.           | mierniczy          | Biuro Reg. Planu Zabudowy Wołynia | Charków     |
| Kaszuba Zygmunt        | ppor. rez.           | nauczyciel         |                                   | Charków     |
| Porębski Adolf         | kpt. w st. sp.       | żołnierz zawodowy  |                                   | Charków     |
| Romanowski Jan         | ppor. rez.           | inżynier           |                                   | Charków     |
| Zaleski Ksawery        | ppor. rez.           | absolwent UW       |                                   | Charków     |
| Żuławiński Józef       | porucznik            | żołnierz zawodowy  |                                   | Charków     |
| Dmuchowski Józef       | por. rez.            | ziemianin          | wł. majątku Moszków               | ULK         |
| Dysiewicz Franciszek   | ppor. rez.           | urzędnik           | pracował w Kamionce Strumiłowej   | ULK         |
| Mamczyc Witold         | ppor. rez.           | inżynier leśnik    | Urząd Wojewódzki w Łucku          | ULK         |
| Niemantowski Władysław | kpt. rez.            | urzędnik           | Starostwo w Łucku                 | ULK         |
| Teleżyński Aleksander  | ppłk w st. sp.       |                    | zam. Łuck                         | ULK         |
| Żyznowski Kazimierz    | por. piech. rez. mgr | urzędnik           | Bank Rolny w Łucku                | ULK         |